# José Joaquim de Paiva Cabral Couceiro
José Joaquim de Paiva Cabral Couceiro CvA • ComA • GOA • GCA • ComSE • MPCE • MOCE (Leiria, Leiria, 9 de Outubro de 1830 – Sintra, 19 de Julho de 1916) foi um general do Exército Português da arma de engenharia militar. Foi o autor de diversos projectos de edifícios públicos, entre os quais o da Escola Médico-Cirúrgica de Lisboa, hoje sede da Faculdade de Ciências Médicas da Universidade Nova de Lisboa, ao Campo de Santana, em Lisboa.

## Biografia
Nasceu em Leiria, filho de Manuel Inácio de Paiva Cabral Couceiro e de Maria da Pena Dias Simões. Manuel Inácio de Paiva Cabral Couceiro foi Capitão de Caçadores do Exército Realista e morreu á frente dos seus soldados na carga de baioneta de 24 de Março de 1833, junto ao Monte das Antas, nas linhas do Porto.[carece de fontes?]
Casou com Helena Isabel Teresa Armstrong Mitchell (nasceu em 1830, faleceu a 30 de Junho de 1927) a 23 de Janeiro de 1861, uma protestante irlandesa convertida ao catolicismo que, depois de educada num colégio de freiras em França, viera residir em Portugal como mestra das filhas do 1.º Visconde do Torrão.[carece de fontes?]

## Carreira Militar
Assenta praça em 5 de Maio de 1850, n.º 120 da 2.ª Companhia do Batalhão de Caçadores n.º 2.
Conclui em 1850 o curso preparatório para engenharia militar na Escola Politécnica de Lisboa e o curso de Engenharia Militar e Civil a 5 de Agosto de 1853.
É declarado Aspirante a Oficial por Ordem do Exército n.° 29 de 21 de Junho de 1850 e Alferes-Aluno por decreto de 13 de Novembro do mesmo ano. É colocado no Batalhão de Caçadores n.°5.
Por proposta do Marechal Duque de Saldanha, Comandante em Chefe do Exército, é promovido a Alferes efectivo a 5 de Setembro de 1853.
Prestava serviço em Santarém quando é promovido a Tenente para o Batalhão de Caçadores n.° 5 a 13 de Outubro de 1855. Em 1856 é transferido para Abrantes e promovido a Tenente para o Corpo de Engenharia a 27 de Fevereiro de 1861. Deixa de pertencer ao quadro da Arma de Engenharia quando passa para o quadro do Ministério da Guerra (17 de Dezembro de 1861).
É promovido a Capitão-Graduado por decreto de 10 de Outubro de 1865 e a Capitão efectivo a 15 de Dezembro de 1868. A 6 de Setembro de 1876 é promovido a Major e a Tenente-Coronel em 16 de Novembro de 1881 .
Por Portaria de 22 de Setembro de 1884 é nomeado para fazer o estudo do sistema de conservação das estradas.
É promovido a Coronel por Decreto de 5 de Setembro de 1888, Ordem do Exército n.° 22, de 8 do mesmo mês, em conformidade com a disposição do artigo 101° do decreto de 24 de Julho de 1886.
Por Portaria de 10 de Junho de 1889 é autorizado a visitar a Exposição Universal de Paris, sendo encarregado de nela estudar os assuntos concernentes à viação urbana e esgotos.
Oficial às ordens de D. Maria Pia em 1891, comissão que terminou em 1892 por Portaria de 11 de Abril.
É promovido a General de Brigada por Decreto de 25 de Maio de 1894, Ordem do Exército n.° 14, 2.a série de 28 do mesmo mês, em conformidade com o disposto no §1.° do artigo 77.° do decreto n.° 2 de 1 de Dezembro de 1892.
Por Decreto de 1 de Dezembro de 1892 é nomeado Director da 1.ª Divisão Fiscal da exploração dos Caminhos de Ferro. A Lei de 30 de Junho de 1893 tendo reduzido a uma as duas Direcções Fiscais, José Joaquim de Paiva Cabral Couceiro é nomeado Director da Direcção Única por Portaria de 5 de Setembro de 1893.
A 7 de Fevereiro de 1898, com a graduação de General de Divisão, o General de Brigada Paiva Cabral Couceiro é colocado no quadro auxiliar do Exército.
De acordo com a lei de 26 de Junho de 1899, é reformado por equiparação por despacho de 24 de Janeiro de 1900.
A 10 de Outubro de 1912, pouco depois da implantação da República, em declaração dirigida ao Conselho Superior de Obras Pública e Minas, compromete-se a servir "a Glória da Pátria, o Exército Português e as leis da República".

## Carreira de Engenheiro Militar
Em Abril de 1855, passa para o serviço das obras públicas, sendo em seguida empregado nos estudos do caminho de ferro de Santarém à fronteira de Espanha. Acabado este trabalho, em 1857 é empregado sucessivamente no projecto do caminho de ferro do Porto a Vigo, depois na direcção dos três distritos do Porto, Braga e Viana e obras da barra do Porto e na construção do caminho de ferro de leste até 1859.
De 1859 a 1860 é repetidor de matemática na Escola Politécnica.
Em Junho de 1860 volta ao serviço de obras públicas e colabora ainda no projecto da 5a secção do caminho de ferro de leste, passando depois a servir de adjunto do fiscal da construção dos caminhos de ferro. Em 1864 passa a servir nas obras para o abastecimento das águas de Lisboa, tendo sido encarregado pelo Governo da distribuição das águas da capital; neste serviço elabora, em colaboração com o Eng.° Pires de Sousa o projecto do reservatório de Santo Amaro, ligado por sifão ao do Príncipe Real, que abastece a zona baixa na parte ocidental da cidade até Belém e Algés, e, especialmente, o grande reservatório de Campo de Ourique.
É também encarregado da fiscalização da ponte sobre o Tejo em Abrantes.
Constituída a Companhia das Águas, entra para o seu serviço em 1868. Durante este serviço colabora ainda com o Engenheiro Aguiar no projecto de uma ponte cais para a alfândega (1864).
Por despacho de 3 de Novembro de 1868, entra ao serviço da Companhia das Águas de Lisboa, onde, em colaboração com o Engenheiro Joaquim Pires de Sousa Gomes, realiza a grande obra do "Sifão do Canal do Alviela", ou "Arco do Canal do Alviela" e a lavandaria modelo da Companhia das Águas.
Em 1876 colabora com o Engenheiro Gotto no projecto da canalização dos esgotos da capital. Faz parte de uma comissão nomeada pela câmara municipal para dar parecer sobre o melhor sistema de esgotos da capital. É um dos Engenheiros a quem se devia, em 1880, os importantes melhoramentos que se verificavam em Lisboa.
Por Portaria de 22 de Setembro de 1884 é nomeado para proceder a uma inspecção do serviço da conservação das estradas em todos os Distritos do Reino.
Por Portaria de 29 de Janeiro de 1885 é nomeado Director das Obras Públicas de Lisboa.
A 18 de Setembro de 1899 "Manda Sua Majestade El-Rei que, em seu real nome, seja louvado o General José Joaquim de Paiva Cabral Couceiro, engenheiro inspector de 2.ª classe e director fiscal da exploração de caminhos de ferro, pelo zelo e superior inteligência com que elaborou o projecto da reforma dos serviços da direcção a seu cargo, cumprindo, com a maior presteza e manifesta competência, as ordens que acerca deste assunto lhe haviam sido superiormente transmitidas".
Nos termos do artigo n.° 1 do decreto de 27 de Setembro de 1899, é nomeado por Sua Majestade El-Rei para a comissão técnica encarregada de estudar o plano de viação acelerada, na região entre o Mondego e o Tejo.
A 8 de Fevereiro de 1901 é promovido a Inspector Geral da Direcção das Obras Públicas e Minas.
De 1885 a 1910 faz ainda parte de dezenas de comissões responsáveis dos assuntos sanitários de Lisboa, do melhoramento do porto de Lisboa, do melhoramento do Hospital de Rilhafoles e do serviço hospitalar de Lisboa, do regulamento da conservação, arborização e polícia das estradas, etc.,etc. e ainda de uma comissão nomeada pelo Rei em 20 de Novembro de 1889, que devia determinar quais os elementos que deveriam constituir o capital da companhia "The West of India Guaranteed Railway" — West of India Portuguese Railway — o que implicava nomeadamente a organização do cadastro de todas as obras do porto e do caminho de ferro de Mormugão.
Por despacho de 10 de Maio de 1911, após a implantação da República, é exonerado do cargo de Director Fiscal da exploração de caminhos de ferro e nomeado vogal do Conselho Superior das Obras Públicas e Minas (Diário do Governo n.° 110, de 12 desse mês).

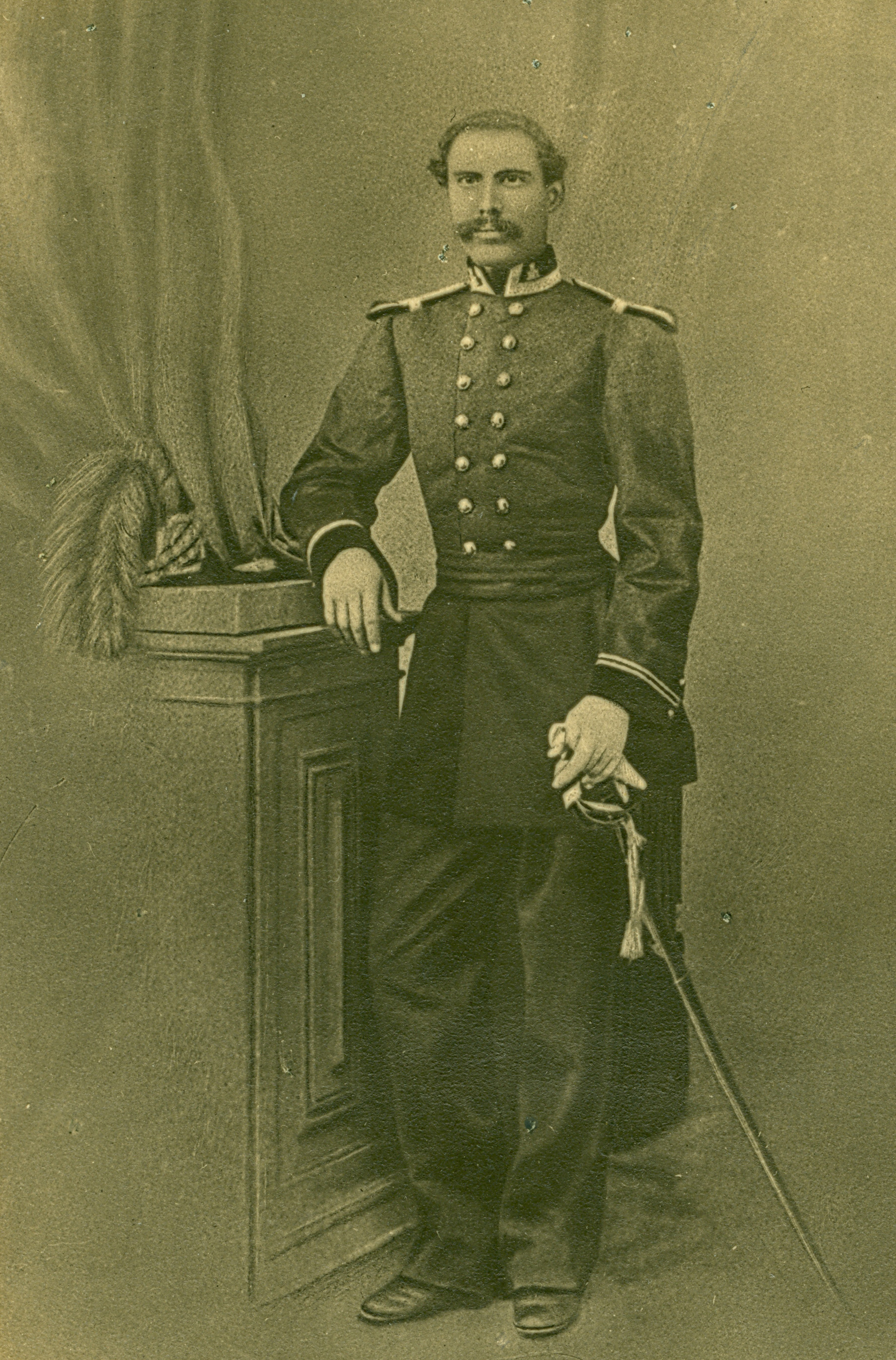
José Joaquim de Paiva Cabral Couceiro.
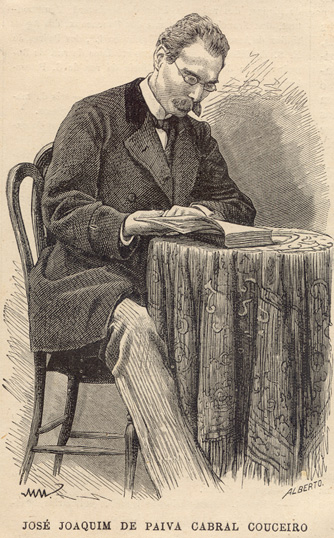
O General Paiva Cabral Couceiro.
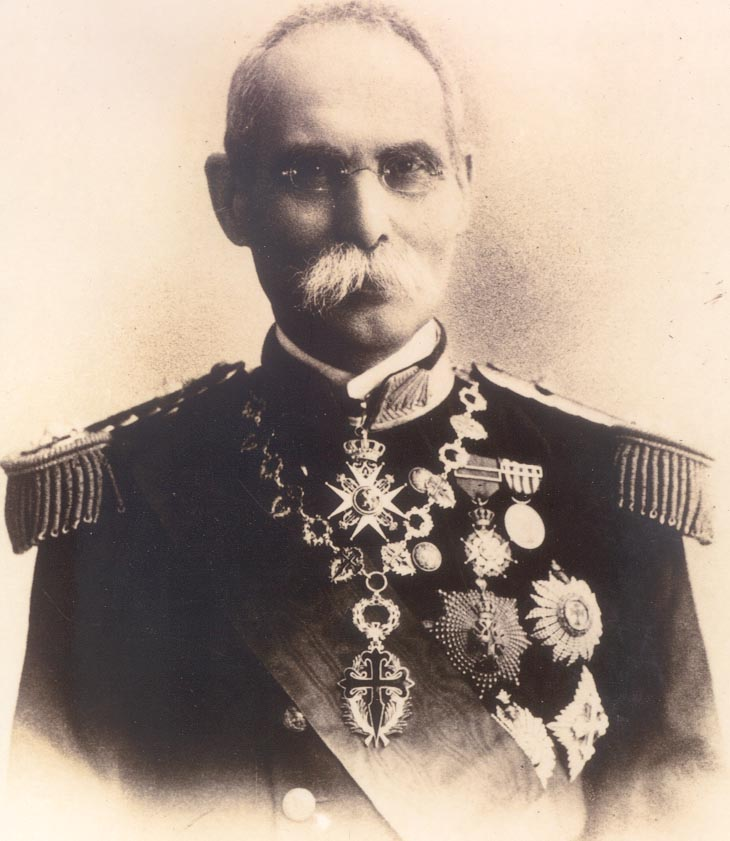
O General Paiva Cabral Couceiro.
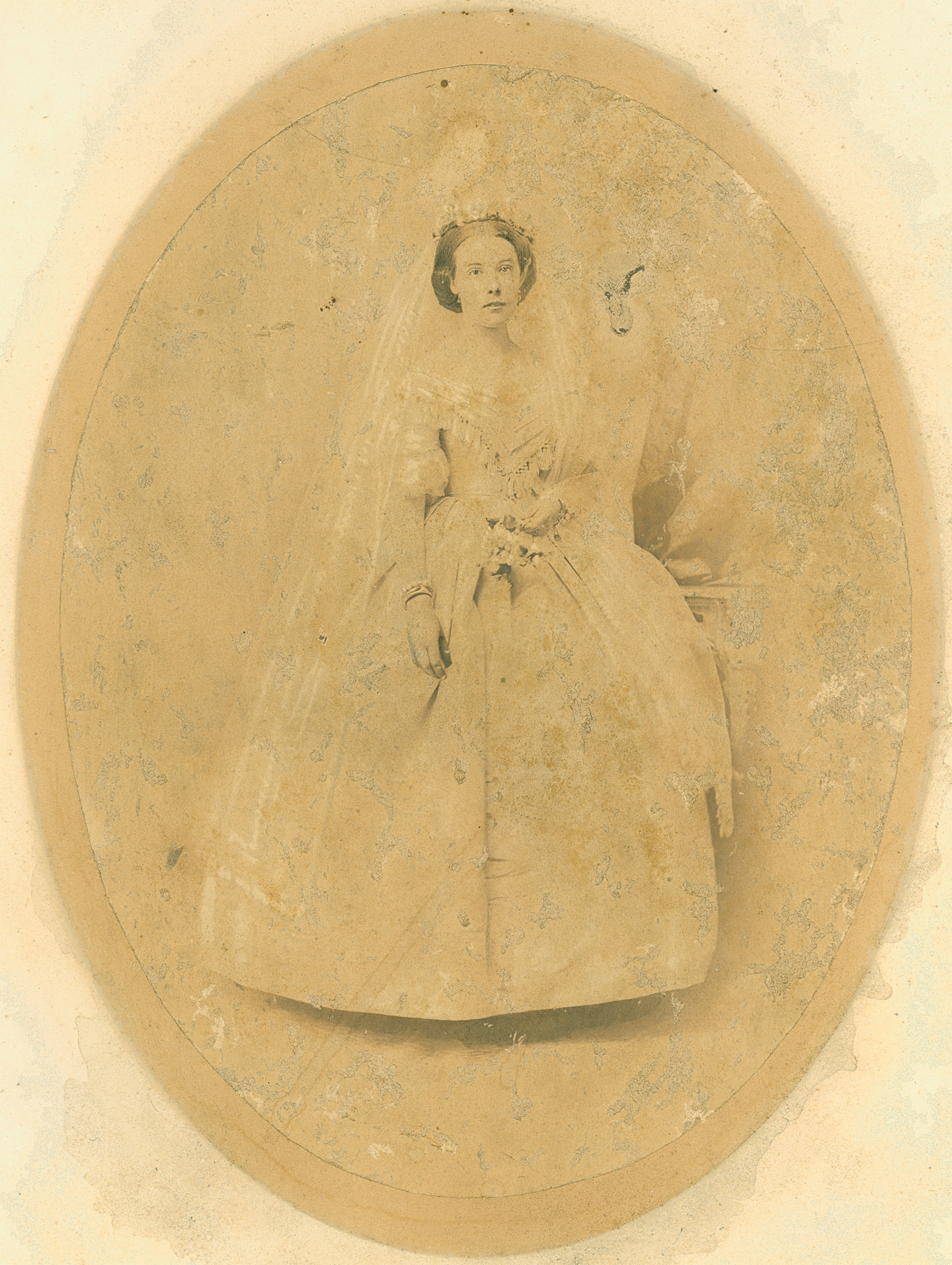
Helen Elizabeth Theresa Armstrong Mitchell.
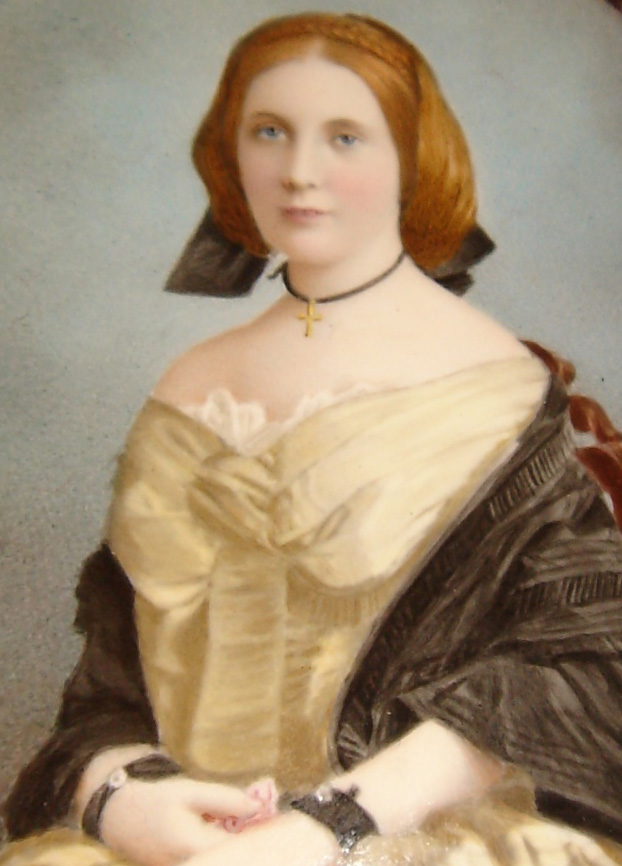
Helen Elizabeth Theresa Armstrong Mitchell

## Condecorações[12]

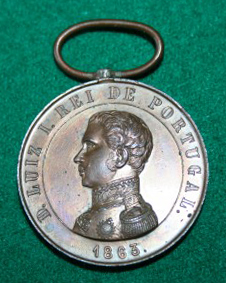
Medalha de prata Comportamento Exemplar D. Luis I
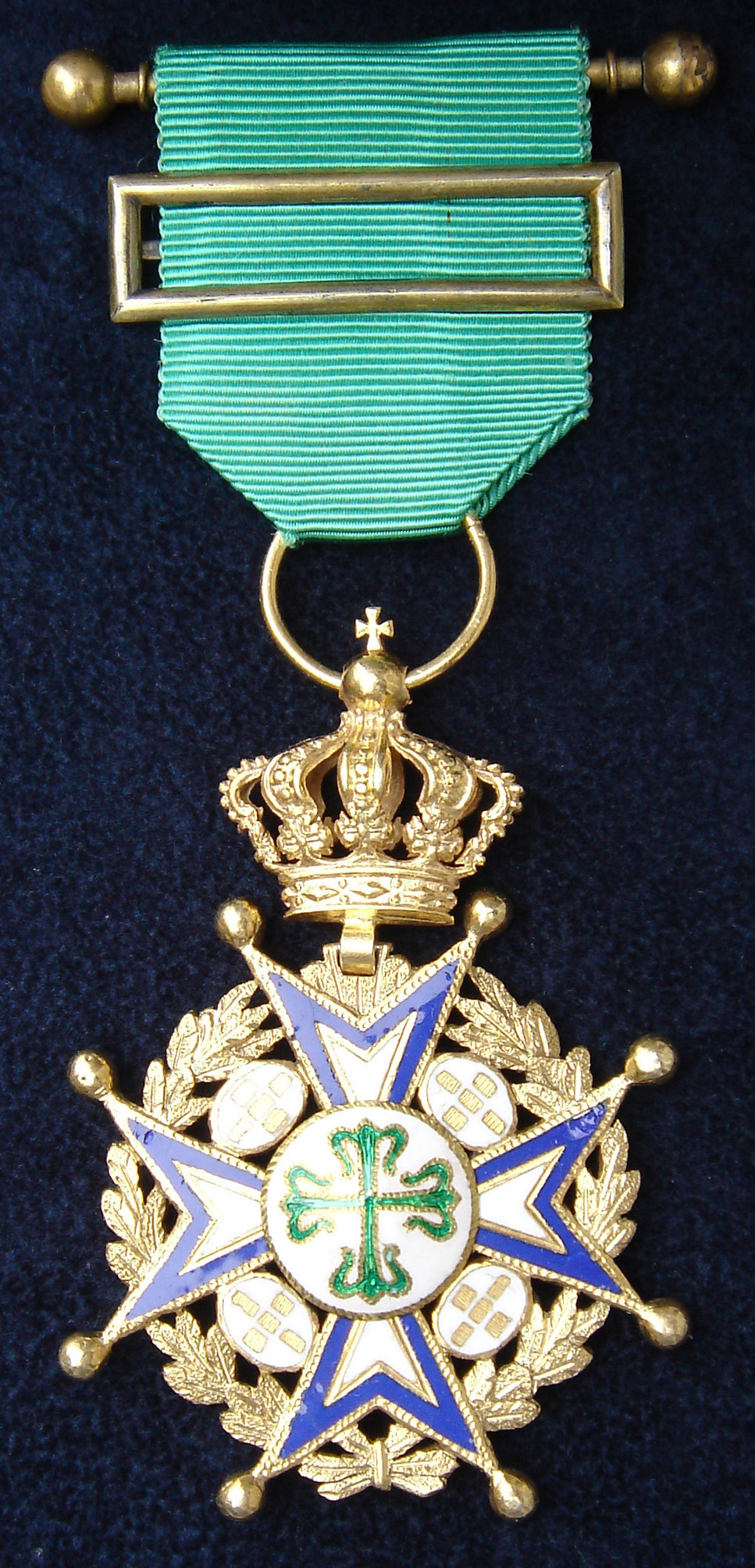
Cavaleiro da Ordem de São Bento de Avis
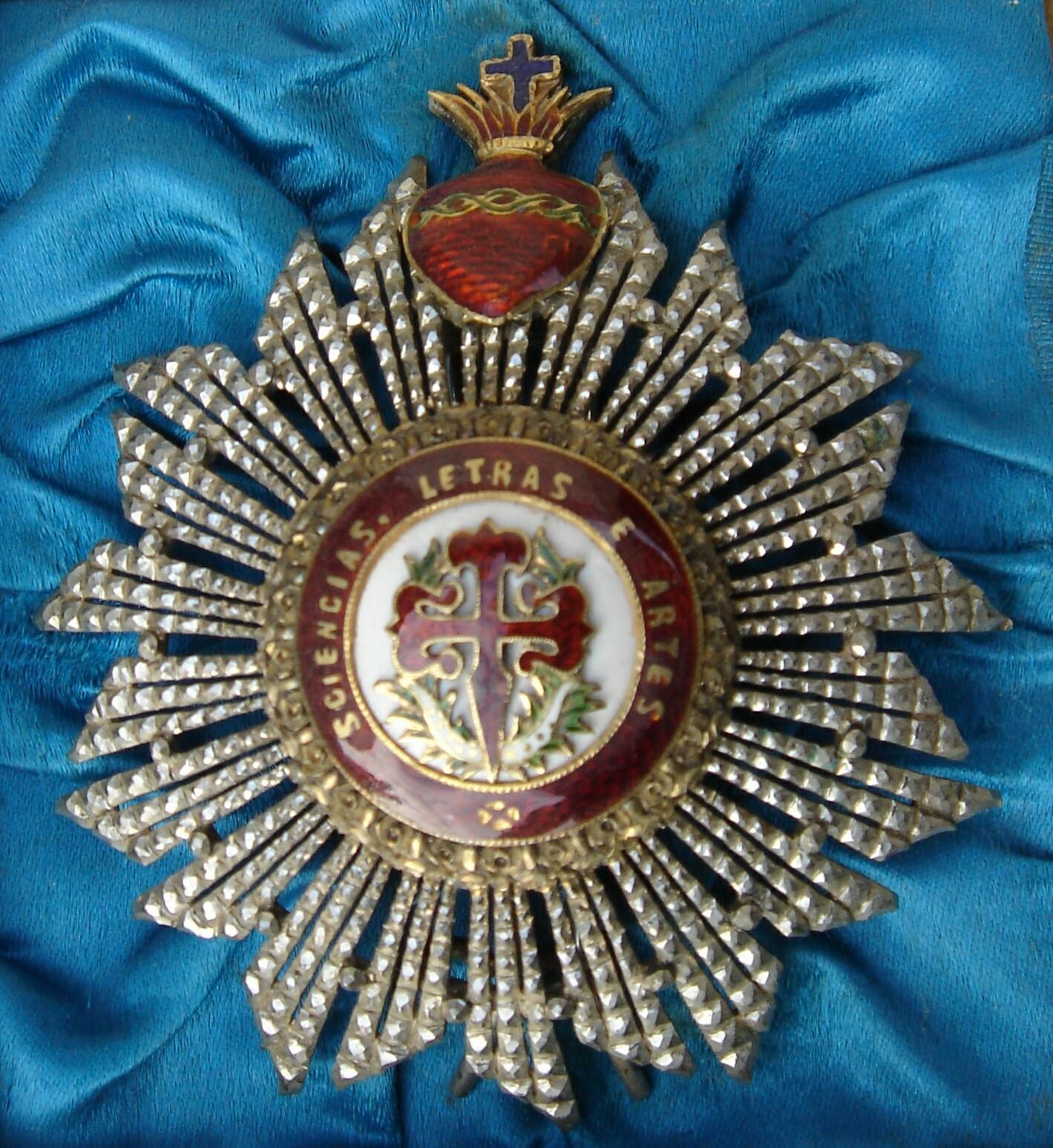
Comendador da Antiga e Nobilíssima e Esclarecida Ordem de São Tiago do Mérito Científico, Literário e Artístico ou Ordem de Sant'Iago da Espada
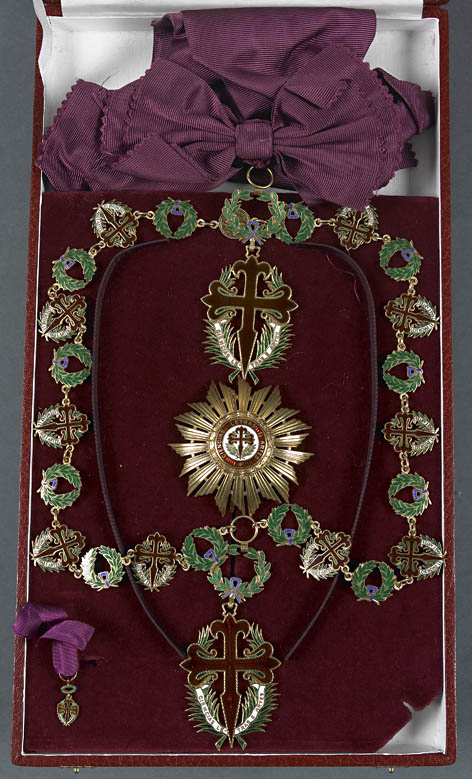
Comendador da Ordem de Sant'Iago da Espada de Portugal
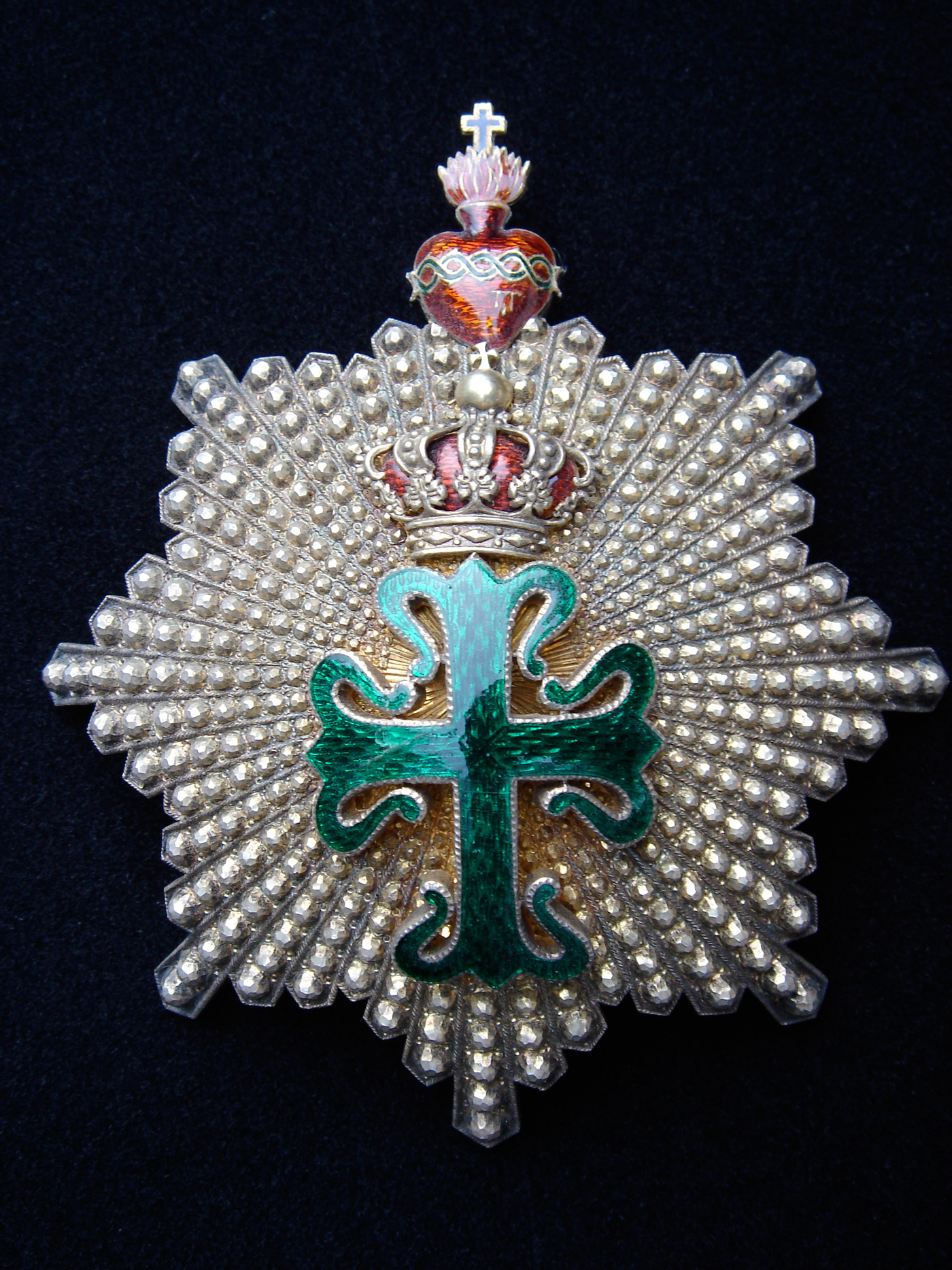
Comendador da Real Ordem de São Bento de Avis
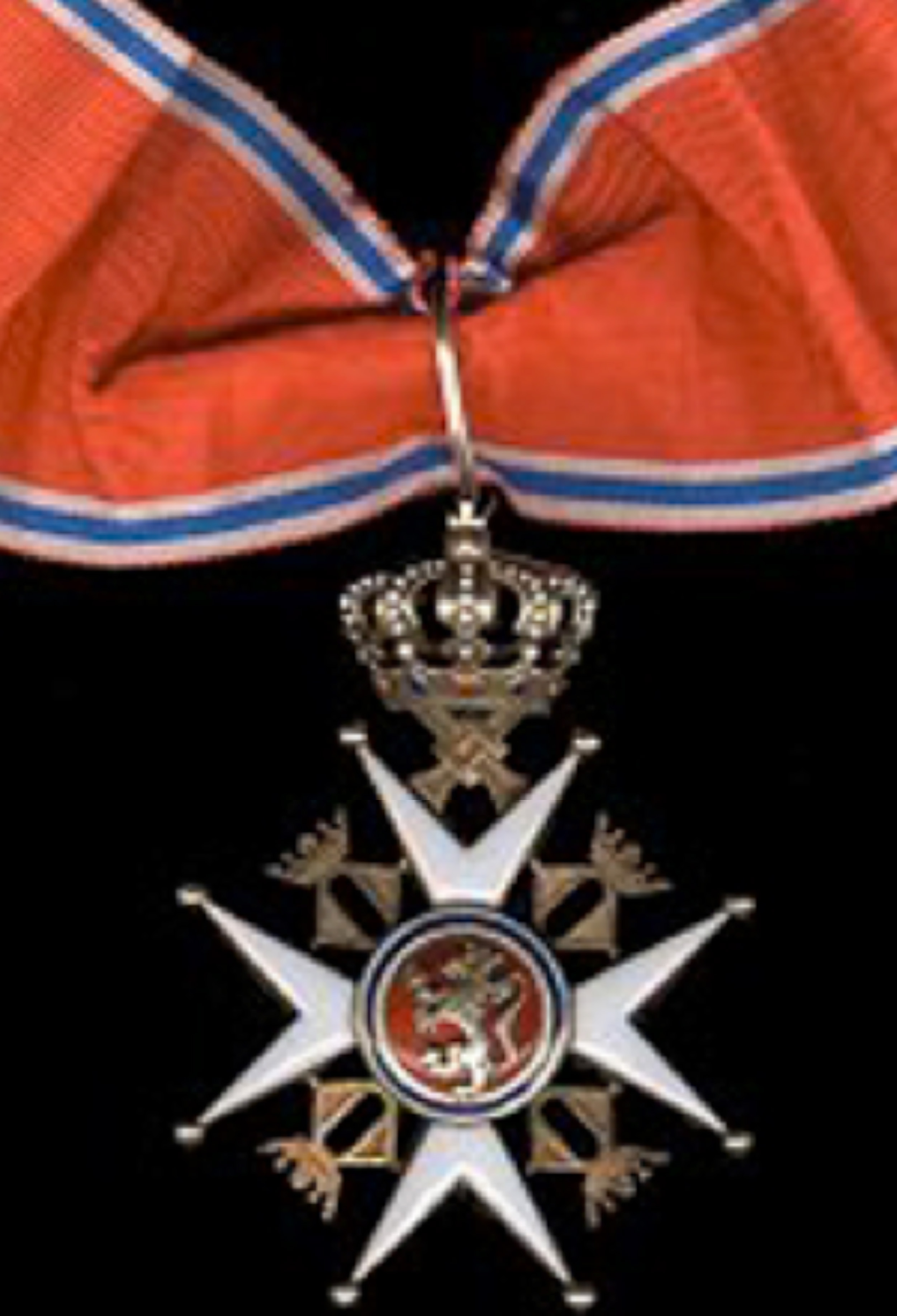
Comendador de 2a classe da Ordem Real Norueguesa de San Olav (Ordem de Santo Olavo)
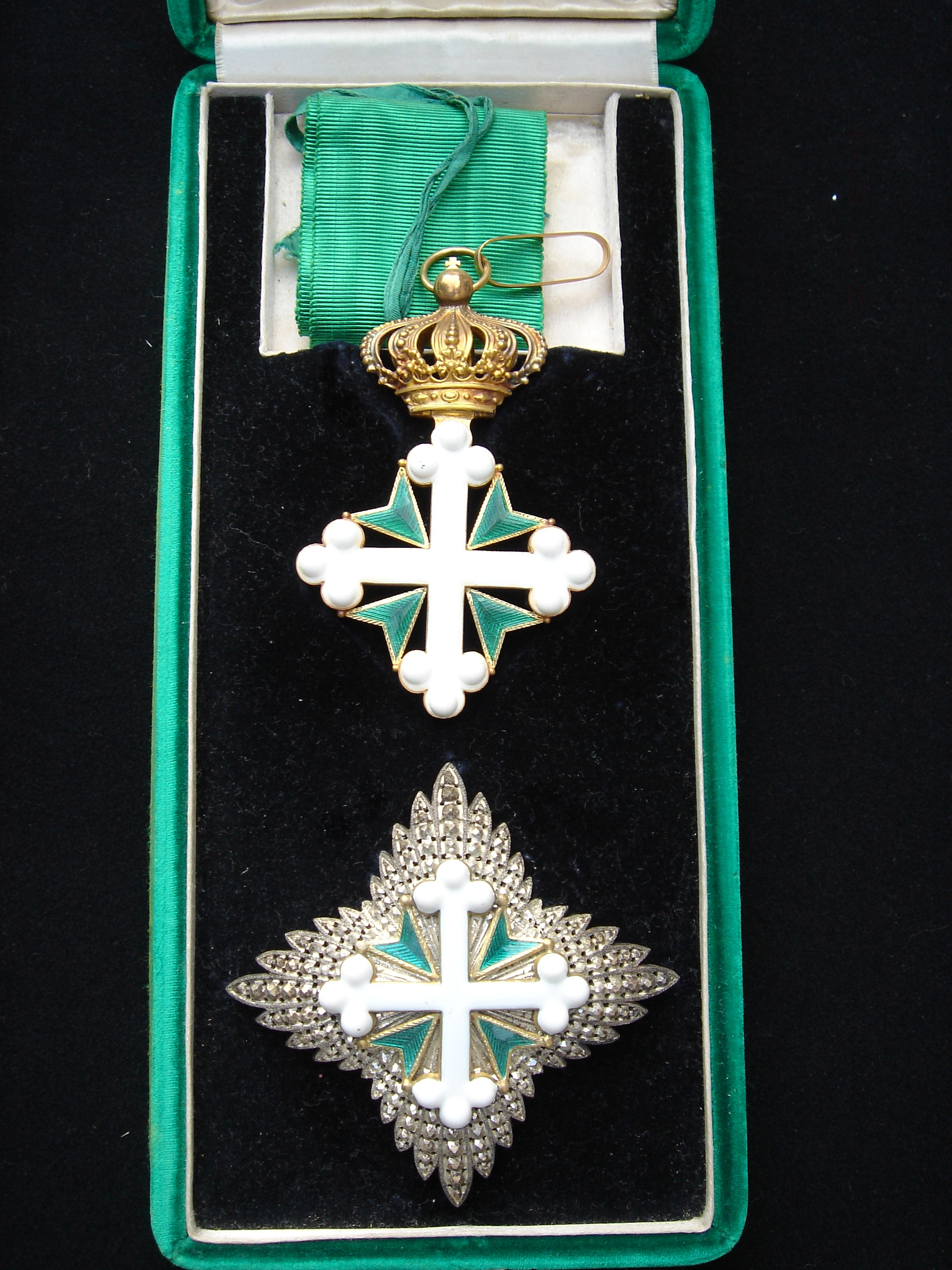
Grande Oficial da Ordem dos Santos Maurício e Lázaro
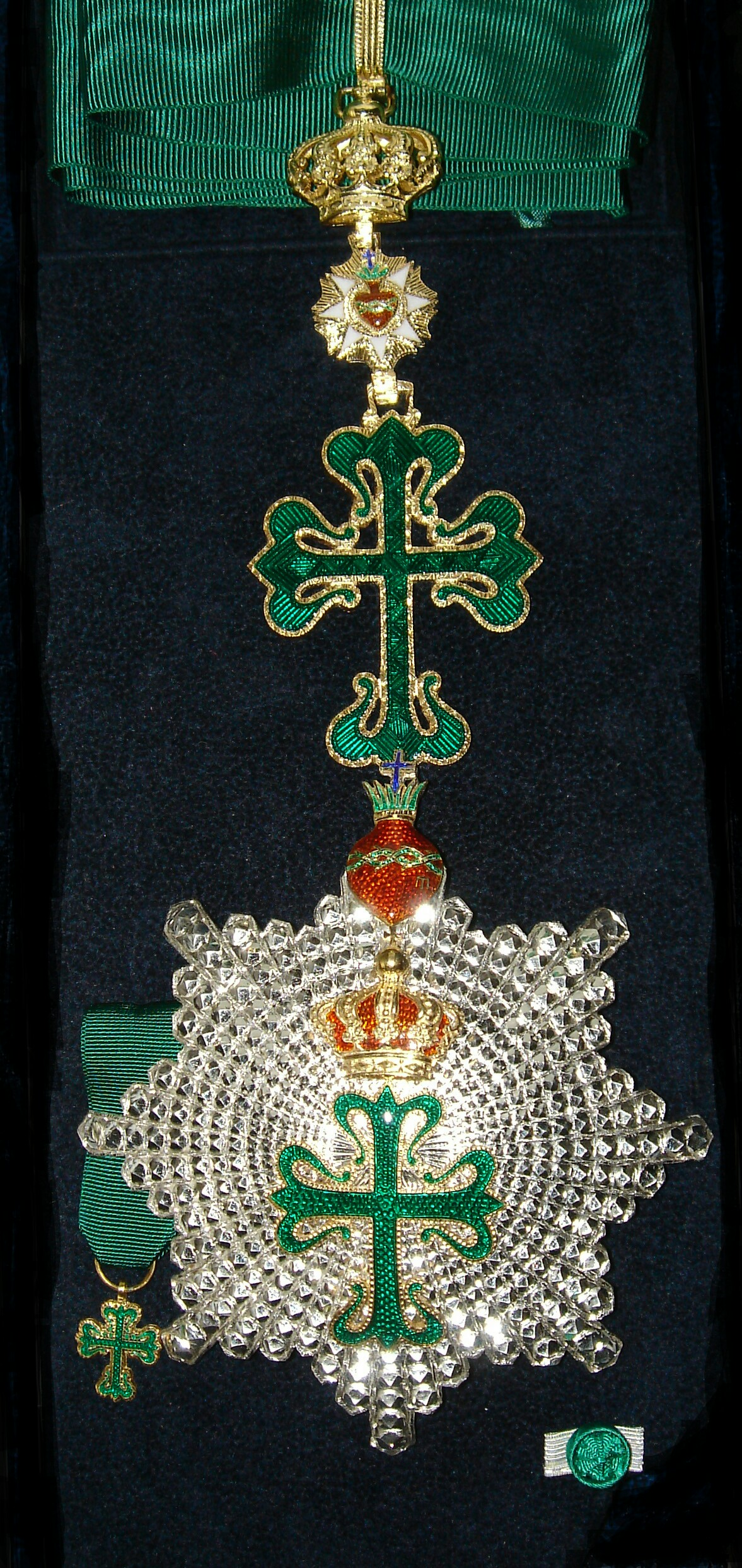
Grã-Cruz da Real Ordem de São Bento de Avis
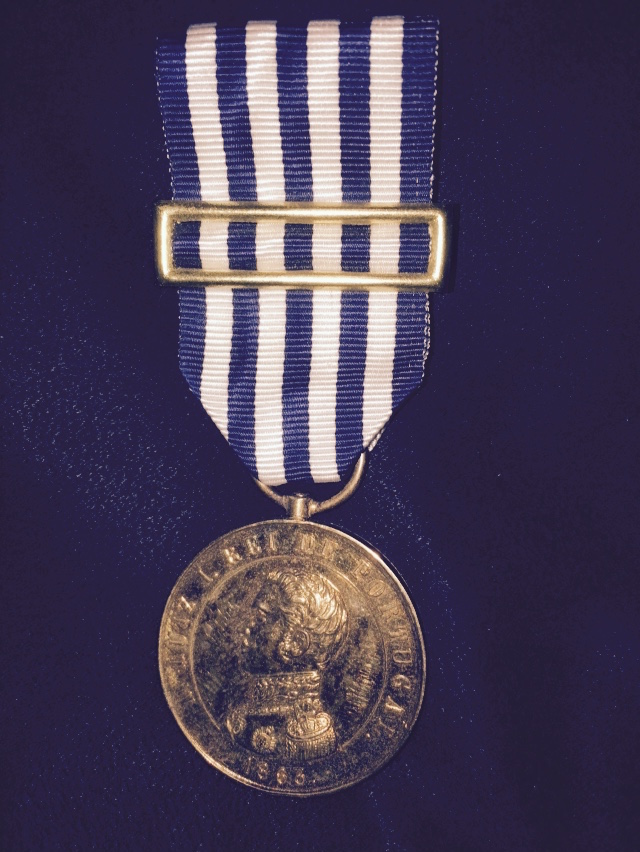
Medalha de Ouro de Comportamento Exemplar - D. Luís I
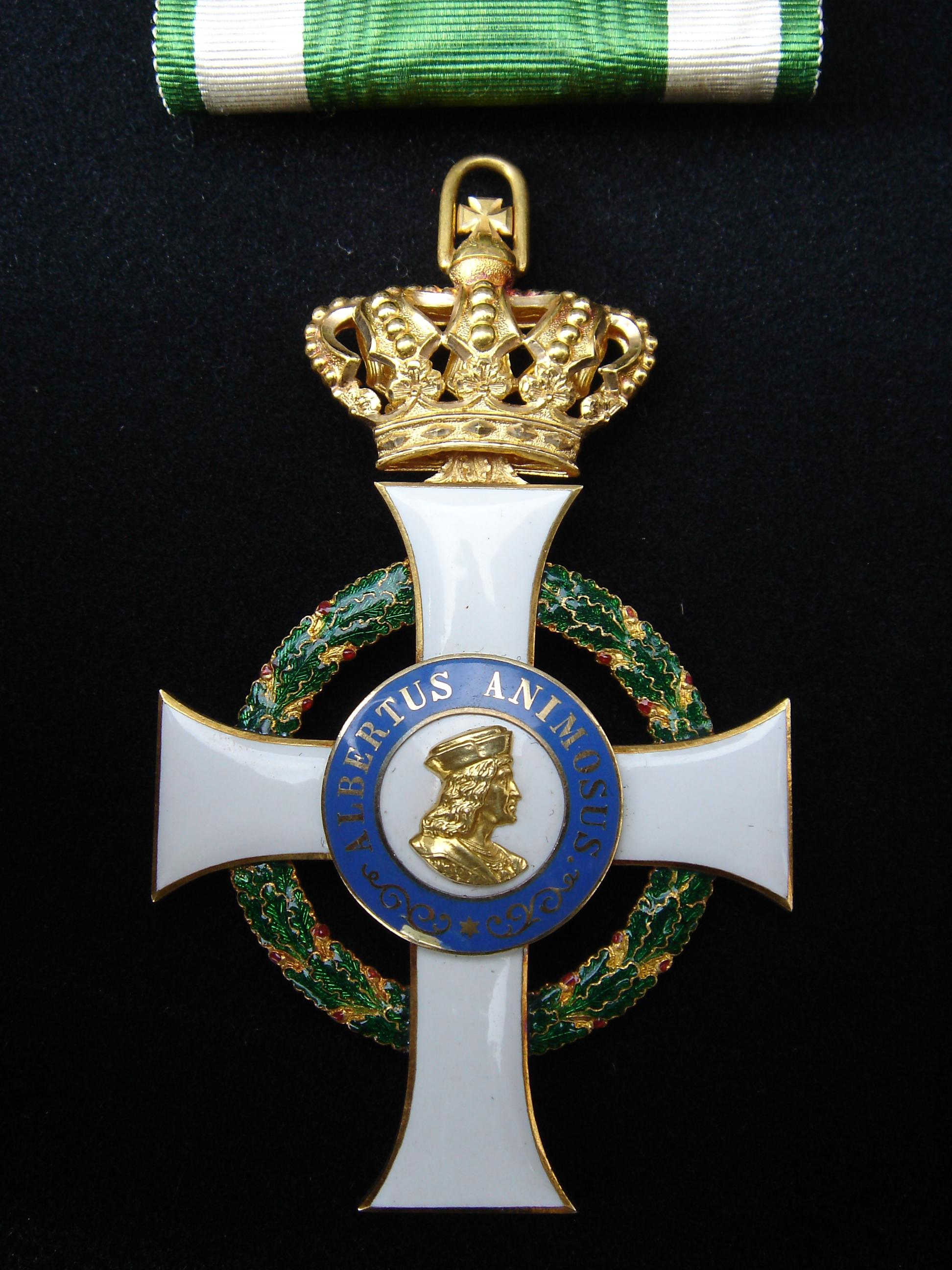
Comendador 2a classe Real Ordem de Albert Valoroso Rei de Saxônia recto.

- Medalha de Prata de Comportamento Exemplar de Portugal - D. Luís I (Ordem do Exército n° 35 de 26 de Outubro de 1867).
- Cavaleiro da Ordem de Avis de Portugal por Decreto de 21 de Julho de 1870 (Ordem do Exército n° 41 de 16 de Agosto de 1870).
- Comendador da Ordem de Sant'Iago da Espada de Portugal, por Decreto de 14 de Outubro de 1880 (Diário do Governo de 19 de Outubro do mesmo ano, e Ordem do Exército n° 42 de 23 de Novembro de 1881),[13].
- Comendador da Ordem de Avis de Portugal por Decreto de 7 de Agosto de 1884 (Diário do Governo de 11 do mesmo mês e Ordem do Exército n° 12, de 1 de Setembro),[14].
- Comendador de 2.ª Classe da Ordem de Santo Olavo - (Kongelige Norske St. Olavs Orden) de Noruega por diploma de 7 de Maio de 1886 (Rei Oscar II da Suécia e da Noruega),[15].
- Grande-Oficial da Ordem de Avis de Portugal, por Decreto de 1 de Janeiro de 1895 (Ordem do Exército n° 1, 2a série, de 5 de Janeiro do mesmo ano).
- Grande-Oficial da Ordem dos Santos Maurício e Lázaro (Ordine Mauriziano - Roma - Itália de 13 de Dezembro de 1896) de Itália, por Graça de Sua Majestade a Rainha Senhora D. Maria Pia, por Decreto de El-Rei de Itália (Rei Umberto I), de 13 de Novembro de 1896.
- Grã-Cruz da Ordem de Avis de Portugal por Carta Régia de 1 de Janeiro de 1899 (Ordem do Exército n° 1, 2a série, de 8 do mesmo mês).
- Medalha de Ouro de Comportamento Exemplar de Portugal - D. Luís I (Ordem do Exército n° 11, 2a série, de 23 de Janeiro de 1900).
- Comendador de 2.ª Classe da Ordem de Alberto o Valoroso (Albert Order) da Saxónia, por Decreto de El-Rei de Saxónia de 18 de Junho de 1907.

## Citações
- Falando de seu filho Henrique, dizia ao futuro biógrafo de Paiva Couceiro, Dr. Francisco Manso Preto Cruz, "repare como as palavras, os actos e os livros de meu filho Henrique traduzem a alma Portuguesa que descobriu e civilizou metade do Mundo. Como pode ser compreendido por esta gente…?" [16]
- O decreto de amnistia promulgado em 1915 por Pimenta de Castro abrange, entre outros, os nomes prestigiosos de Paiva Couceiro, Azevedo Coutinho, Jorge Camacho, Victor Sepúlveda e João de Almeida, cinco autênticas glórias nacionais que a História há de registar em letras de ouro.[17] António Santos, jornalista de "A Nação", entrevista o General Couceiro dois dias depois da amnistia, no dia em que por toda Lisboa o rumor alastrava; «Couceiro entra esta noite!» António Santos larga: … O governo vai oferecer ao seu filho uma alta comissão em Angola. Todas as classes sociais d’aquela nossa colónia solicitam o seu antigo governador. Resposta pronta do General Couceiro: «O que lhe vou dizer, representa apenas uma opinião pessoal; pois, como já lhe afirmei, meu filho não transmite a ninguém os seus pensamentos. Faz o que entende e nada mais. Contudo, esse «alto cargo» deve ser uma referência ao Governo de Angola… Sei que ele vota a Angola uma estranha afeição. Poderia isto exercer alguma influência no seu espírito?!…Mas, não creio que ele esteja disposto a servir sob a bandeira verde e encarnada."[17]

## Largo Cabral Couceiro - Várzea, Colares, Sintra
Segundo o Extracto da Acta da sessão da Câmara Municipal do Concelho de Cintra, de onze de Março de 1890, foi decidido dar ao Largo da Várzea, o nome de:
Largo Cabral Couceiro
Diz esse extracto: "O Senhor Presidente (Manuel Joaquim de Oliveira)…propunha que, como homenagem de justiça ao mesmo distinto engenheiro se desse àquele largo (Largo da Várzea) a denominação de Largo de Cabral Couceiro…"
Actualmente o mesmo Largo chama-se "Largo Infante Dom Henrique".

## Filhos
- Henrique Mitchell de Paiva Couceiro. Nasceu a 30 de Dezembro de 1861, faleceu a 11 de Fevereiro de 1944. Casou com D. Júlia Maria do Carmo de Noronha.
- Carolina Mitchell de Paiva Couceiro, nasceu a 3 de Maio de 1863. Casou com João Fontes Pereira de Melo Ferreira de Mesquita a 7 de Fevereiro de 1885.
- Maria da Conceição Mitchell de Paiva Couceiro, nasceu a 13 de Dezembro de 1870. Casou com José Emílio Batalha de Freitas a 15 de Abril de 1891.